# Ipomopsis
Ipomopsis é um género botânico pertencente à família Polemoniaceae.

## Espécies
(Fontes : ITIS) :
- Ipomopsis aggregata (Pursh) V. Grant
- Ipomopsis arizonica (Greene) Wherry
- Ipomopsis congesta (Hook.) V. Grant
- Ipomopsis depressa (M.E. Jones ex Gray) V. Grant
- Ipomopsis effusa (Gray) Moran
- Ipomopsis globularis (Brand) W.A. Weber
- Ipomopsis gunnisonii (Torr. et Gray) V. Grant
- Ipomopsis harvardii (Gray) V. Grant
- Ipomopsis havardii (Gray) V. Grant
- Ipomopsis laxiflora (Coult.) V. Grant
- Ipomopsis longiflora (Torr.) V. Grant
- Ipomopsis macombii (Torr. ex Gray) V. Grant
- Ipomopsis macrosiphon (Kearney et Peebles) V. Grant et Wilken
- Ipomopsis minutiflora (Benth.) V. Grant
- Ipomopsis multiflora (Nutt.) V. Grant
- Ipomopsis pinnata (Cav.) V. Grant
- Ipomopsis polyantha (Rydb.) V. Grant
- Ipomopsis polycladon (Torr.) V. Grant
- Ipomopsis pumila (Nutt.) V. Grant
- Ipomopsis roseata (Rydb.) V. Grant
- Ipomopsis rubra (L.) Wherry
- Ipomopsis sancti-spiritus Wilken et Fletcher
- Ipomopsis spicata (Nutt.) V. Grant
- Ipomopsis teniufolia (Gray) V. Grant
- Ipomopsis tenuifolia (Gray) V. Grant
- Ipomopsis tenuituba (Rydb.) V. Grant
- Ipomopsis thurberi (Torr. ex Gray) V. Grant
- Ipomopsis tridactyla (Rydb.) Wilken, comb. nov. ined.
- Ipomopsis wrightii (Gray) Gould

1. ↑  «Ipomopsis — World Flora Online». www.worldfloraonline.org. Consultado em 19 de agosto de 2020